# Randy Cain
Rudy 'Randy' Cain (Filadelfia, 2 maggio 1945 – Maple Shade Township, 9 aprile 2009) è stato un cantante statunitense.
Membro dei Delfonics dagli anni sessanta al 1971, è stato un esponente del philadelphia soul. Egli fu, inoltre, uno dei fondatori del gruppo Blue Magic.

## Discografia

### Con i Delphonics
- 1968 - La La Means I Love You (Philly Groove)
- 1969 - The Sound of Sexy Soul (Philly Groove)
- 1970 - The Delfonics (Philly Groove)

### Altre apparizioni
- 2008 - Love Train: The Sound of Philadelphia
- 2009 - Love Train: The Sound of Philadelphia - Live in Concert